# ولاية كونديناماركا الحرة والمستقلة
ولاية كونديناماركا الحرة والمستقلة (بالاسبانية: Estado Libre e Independiente de Cundinamarca) كانت دولة متمردة في كولومبيا المستعمرة حلت محل المستعمرة الإسبانية تاج غرناطة الجديدة من العام 1810 حتى 1815. كانت الولاية جزءً من فترة الوطن الأم الحمقاء (بالإسبانية: Patria Boba) في بداية حروب استقلال الإسبانية الأمريكية. كانت عاصمتها بوغوتا وهي العاصمة السابقة لتاج غرناطة الجديدة.
بعد احتلال إسبانيا خلال الحروب النابليونية، كانت كونديناماركا واحدة من الولايات (مثل المقاطعات المتحدة لأمريكا الجنوبية (الأرجنتين) وجمهورية فنزويلا الأولى) التي حلت محل حكومة النائب الملكية بمجلس عسكري محلي باسم فيرناندو السابع المخلوع. وبعد إنشاء المجالس العسكرية في جميع أنحاء غرناطة الجديدة، بدأت المقاطعات في إنشاء حكوماتها المستقلة. ولكونه غير قادرٍ على توحيدهم في دولة واحدة، دعا المجلس العسكري سوبريما في سانتافي (العاصمة السابقة لنائب الملك ومركز محافظة كونديناماركا)، والذي تم تأسيسه في 20 يوليو 1810، إلى الجمعية الدستورية للمحافظة. وفي مارس 1811، عقدت المحافظة «الهيئة الانتخابية التأسيسية لولاية كونديناماركا»، والتي أصدرت دستورًا في الشهر التالي يعلن إنشاء ولاية كونديناماركا الحرة والمستقلة، مع تولي جورج تاديو لوزانو. اتبع الدستور نموذج دستور الولايات المتحدة، وأسس كونديناماركا كملكية كاثوليكية ودستورية، في ظل غياب فرديناند السابع (لم تعلن الولاية الاستقلال الكامل عن إسبانيا إلا في أغسطس 1813).
بدأ أنطونيو نارينيو، الذي تم تعيينه عمدة لمدينة سانتافيه في 30 أغسطس 1811، في الضغط من أجل موقف مركزي قوي من صحيفة التافه التي أنشأها (بالإسبانية: La Bagatela). لقد أصبح نارينيو من أشد المنتقدين للوزانو، الذي اتهمه بالتردد. أدت الانتقادات الشديدة التي وجهها نارينيو وأتباعه إلى أعمال شغب في المدينة في 19 سبتمبر 1811، والتي أُجبر بعدها الرئيس لوزانو ونائبه على الاستقالة. وخوفًا من أعمال شغب شعبية، انتخب المجلس التشريعي نارينيو كرئيس ووافق على مطالبه التي زادت من تأثير السلطة التنفيذية.
يسمى الصراع بين الأفكار المركزية والفيدرالية الذي ميز السنوات التالية بفترة الوطن الام الحمقاء. وفي حين أن كونديناماركا، بما في ذلك العاصمة القديمة والآلية الإدارية، دعت إلى إنشاء حكومة مركزية قوية، فقد تجمعت أجزاء أخرى من النيابة الملكية القديمة معًا كمقاطعات غرناطة الجديدة المتحدة لدعم الهيكل الفدرالي. ولكونها غير قادرة على توحيد البلاد في دولة مركزية، وخوفًا من فقدان السلطة الذي قد يأتي نتيجة للفدرالية، أصبحت كونديناماركا تحت قيادة نارينيو متورطة في حرب أهلية ضد المقاطعات الأخرى، وخاصة تونخا، حيث مكان استقرار الكونغرس الفيدرالي. وفي 26 نوفمبر 1812، غادر نارينيو مع جيشه لغزو تونخا. وفي 2 ديسمبر 1812، واجه جيشه جيشًا فدراليًا بقيادة أنطونيو ريكورتي وأتاناسيو جيراردوت في معركة فينتاكويمادا، وهُزِمَ بقوة، واضطر إلى التراجع إلى بوغوتا. ومع ذلك، بدأت القوات الفدرالية في المطاردة بعد أكثر من أسبوع.
بعد الهزيمة، والإعلان اللاحق عن الاستقلال عن محافظة سوكورو، استقال نارينيو بمجرد وصوله إلى المدينة، ولكن لأنه لم يجد بديلاً مناسبًا، فقد أعيد تنصيبه كديكتاتور. استعد نارينيو للدفاع عن المدينة التي حُوصرت في 24 ديسمبر. ومع ذلك، في 9 يناير 1813، أثبتت قوات نارينيو تفوقها وهُزمت الجيوش الفدرالية تمامًا في معركة سان فيكتورينو. في يونيو 1813، تم تعيينه ديكتاتورًا مدى الحياة، وفي الشهر التالي، أعلنت جمهورية كونديناماركا أخيرًا الاستقلال عن النظام الملكي.
في يوليو 1813، بدافع من انتصاره على الفدراليين، بدأ الجنرال نارينيو حملة عسكرية مكثفة ضد القوات الإسبانية والملكية المتبقية في الجنوب، بهدف الوصول إلى باستو وفي النهاية لكيتو. لقد تمكنت قوات نارينيو، المعروفة باسم جيش الجنوب، التي يتراوح تعدادها بين 1500 و2000 رجل، من الاستيلاء على بوبايان في يناير 1814، لكنها هُزمت تمامًا في باستو في مايو 1814، وتم القبض على نارينيو ثم إرساله إلى السجن الملكي في قادس عبر كيتو. لقد استغل الفدراليون ذلك لمهاجمة بوغوتا، مما سمح للجنرال سيمون بوليفار من المقاطعات المتحدة بفرض شروط في ديسمبر 1814. ومع ذلك، بحلول منتصف عام 1815، وصل بابلو موريلو مع قوة إسبانية كبيرة وأخضع المنطقة منذ ذلك الحين حيث أعاد فرديناند. توجت حملة موريلو بالاستيلاء على سانتافي في 6 مايو 1816.